# Panurgica mende
Panurgica mende är en bönsyrseart som beskrevs av Rehn 1949. Panurgica mende ingår i släktet Panurgica och familjen Hymenopodidae. Inga underarter finns listade i Catalogue of Life.